# The Stranger at Coyote
The Stranger at Coyote è un cortometraggio muto del 1912 diretto da Allan Dwan. Prodotto dall'American Film Manufacturing Company (con il nome Flying A), fu distribuito dalla Film Supply Company e uscì in sala il 5 settembre 1912.

## Trama
Bill Buckley cerca di portare lo scompiglio nella cittadina di Coyote. Induce Jim Williams a ubriacarsi e a comportarsi male. Uno straniero, arrivato in città, si innamora di Jessie, la bella sorella di Jim. Il nuovo arrivato riporterà l'ordine in città e, quando Buckley cercherà di farlo fuori, il bullo resterà ucciso durante il suo tentativo di sbarazzarsi del rivale.

## Produzione
Il film fu prodotto nel 1912 dalla Flying A (American Film Manufacturing Company ).

## Distribuzione
Distribuito dalla Film Supply Company, il film - un cortometraggio di genere western in una bobina - uscì nelle sale USA il 5 settembre 1912, mentre nel Regno Unito venne distribuito il 6 novembre dello stesso anno.